# Priti Patel
Priti Sushil Patel, född 29 mars 1972 i Islington i London, är en brittisk politiker och ledamot av underhuset från Konservativa partiet. Hon var Storbritanniens inrikesminister (Home Secretary) från 2019 till 2022. Hon har även innehaft ministerposter i tidigare konservativa regeringar, som exempelvis minister för internationell utveckling och bistånd i Theresa Mays regering 2016–2017, och som biträdande arbetsmarknadsminister i regeringen Cameron 2015–2016.
Patel har indisk familjebakgrund. Hennes släkt härstammar från Gujarat. Hon föddes i Islington i London, men växte upp i Harrow i samma stad.
Hon representerar Witham i sydöstra England i det brittiska underhuset sedan valet 2010. Hon ställde upp i Konservativa partiets partiledarval 2024, men blev utslagen först av de sex kandidaterna.